# Eurydacus zapotecus
Eurydacus zapotecus là một loài tò vò trong họ Ichneumonidae.